# منزل سردار جنغل
منزل أغا زاده (بالفارسية: خانه سردار جنگل) هو منزل تاريخي يعود إلى عصر القاجاريون، ويقع في رشت.